# Région Centre (Argentine)
Pour les articles homonymes, voir Région Centre (homonymie).

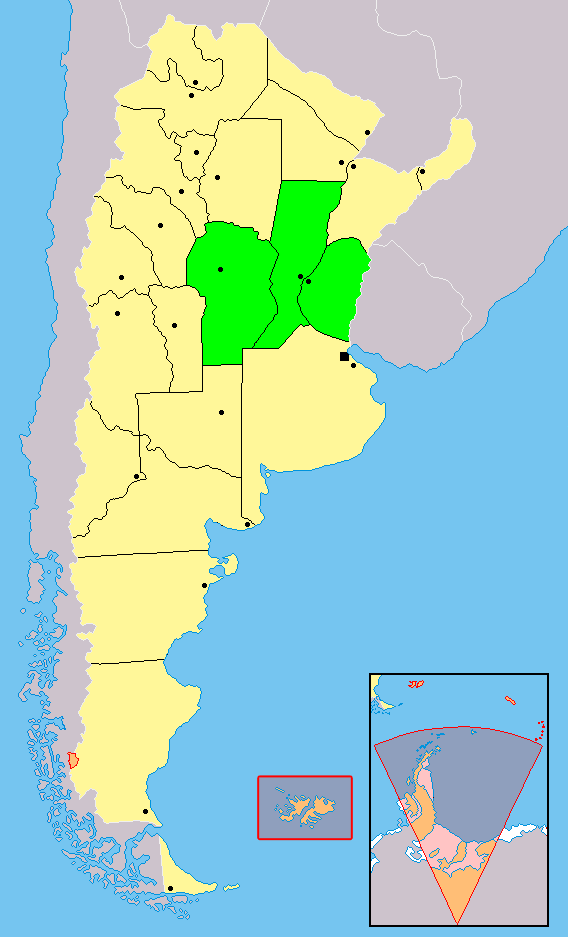
Représentation administrative de la région (en vert).

La région Centre (espagnol : Región Centro) est un bloc d'intégration régionale, fruit d'une décision politique prise par les gouverneurs d'Entre Ríos, de Córdoba et de Santa Fe, créé dans le but de « promouvoir le développement économique, social et humain, conformément aux dispositions de l'article 124 de la Constitution nationale ». Cette région est l'une des quatre régions de développement économique et social de l'Argentine. Depuis sa création, les liens institutionnels, culturels et économiques ont été renforcés dans cette zone considérée comme le cœur productif du pays.

## Histoire
La région Centre est créée par le traité d'intégration régionale entre les provinces de Córdoba et de Santa Fe du 15 août 1998, signé entre les provinces de Córdoba et de Santa Fe. Le traité est approuvé par les assemblées législatives de Córdoba (1998), de Santa Fe (1998).
La province d'Entre Ríos adhère le 6 avril 1999 par l'acte d'intégration de la province d'Entre Ríos au traité d'intégration régionale des provinces de Santa Fe et de Córdoba. La législature provinciale a approuvé le traité en 2004.

## Démographie
| Province   | Pop. (2010) | Sup. (km²) km² | Capitale |
| ---------- | ----------- | -------------- | -------- |
| Córdoba    | 3 308 876   | 165 321        | Córdoba  |
| Santa Fe   | 3 194 537   | 133 007        | Santa Fe |
| Entre Ríos | 1 235 994   | 78 781         | Paraná   |
| Total      | 7 739 407   | 377 109        | –        |